# Thibaut Pinot
Thibaut Pinot, född 29 maj 1990, är en fransk professionell cyklist. Sedan säsongen 2010 tävlar han för UCI Pro Tour-laget FDJ.fr.
I juli 2012 tog Pinot som tävlingens yngsta cyklist hem etapp 8 av Tour de France. I totaltävlingen slutade han tia när Bradley Wiggins vann. Han slutade sjua i 2013 års Vuelta a España. 2014 ställde Pinot upp som ledare för FDJ.fr i Tour de France, där han slutade trea totalt. Han vann den vita tröjan som tävlingens bästa cyklist under 26 år, medan Vincenzo Nibali segrade i totaltävlingen.
Under 2015 års Tour de France klev Pinot in i tävlingen som en av de stora favoriterna. Fransmannen tappade dock mycket tid redan under de inledande etapperna, och det stod tidigt klart att en topplacering var utom räckhåll. Under den näst sista etappen till Alpe d'Huez attackerade Pinot tidigt och lyckades hålla undan för Nairo Quintana, för att ta sin finaste seger i karriären.